# میشن هیلز (کانزاس)
میشن هیلز (به انگلیسی: Mission Hills) شهری در ایالت کانزاس کشور ایالات متحده آمریکا است که جمعیت آن در سرشماری سال ۲۰۱۰ میلادی، ۳٬۴۹۸ نفر بوده‌است.